# Швецов, Павел Константинович
Швецов Павел Константинович (род. 4 июня 1921 года, Кировская область — ум. 26 марта 1976 года, г. Москва) — шофёр автоколонны № 1217 Министерства автомобильного транспорта РСФСР, Герой Социалистического Труда (1971).

## Биография
Павел Константинович Швецов родился 4 июня 1921 года в Вятской губернии (ныне — Кировская область). 
После окончания школы поступил на курсы водителей и после их окончания работал шофёром в городе Киров.
В октябре 1940 года был призван в Красную Армию и с начала Великой Отечественной войны участвовал в боевых действиях на Карельском фронте в составе 54-й стрелковой дивизии 26-й армии, а с января 1945 года – в 31-й армии Белорусского фронта шофёром легкового автомобиля командира дивизии. 
Демобилизовавшись из армии Павел Константинович Швецов вернулся в г. Киров, где стал работать водителем автоколонны № 1217. 
Автобусной бригаде Швецова Павла Константиновича по итогам работы в восьмой пятилетке (1966-1970 гг.) было присвоено звание «Образцово-показательный маршрут» первой в автоколонне, и она была признана одной из лучших в Министерстве автомобильного транспорта РСФСР.
За выдающиеся успехи в выполнении заданий пятилетнего плана перевозок и повышении эффективности использования технических средств автомобильного транспорта Швецову Павлу Константиновичу Указом Президиума Верховного Совета СССР  от 4 мая 1971 года было присвоено высокое звание Героя Социалистического Труда с вручением ордена Ленина и золотой медали «Серп и Молот» .  
Был награждён также орденами  Октябрьской Революции (1976),  Трудового Красного Знамени (1966),  Красной Звезды (1945), медалями.
В 1976 году был избран депутатом Кировского городского Совета депутатов трудящихся и делегатом XXV съезда КПСС. В начале работы съезда партии в Москве был госпитализирован в Кремлёвскую больницу с сердечным приступом и скончался 26 марта 1976 года. Похоронен на Новомакарьевском кладбище г. Кирова.

## Награды
- Звание Герой Социалистического Труда (Указ Президиума Верховного Совета СССР от 04 мая 1971 года;
- Золотая медаль «Серп и Молот» (04 мая 1971 — № 13972);
- Орден Ленина (04 мая 1971 — № 334702);
- Орден Октябрьской Революции(1976);
- Орден Трудового Красного Знамени (1966);
- Орден Красной Звезды (1945);
- медали.